# Invertebrate Biology
Invertebrate Biology – międzynarodowe, recenzowane czasopismo naukowe publikujące w dziedzinie zoologii bezkręgowców.
Pismo wydawane jest przez Blackwell Publishing na zlecenie American Microscopical Society. W latach 1885–1995 ukazywało się pod nazwą Transactions of the American Microscopical Society. Nazwę zmieniono by podkreślić, że jego tematyka obejmuje nie tylko poziom mikroskopowy. Publikowane są prace w pełnym zakresie biologii wszystkich grup bezkręgowców, w tym protistów zwierzęcych. Prace dotyczyć mogą m.in. genetyki, cytologii, biologii molekularnej, morfologii, biomechaniki, biologii rozrodu i rozwoju, fizjologii i zachowania, ekologii, ewolucji i filogenezy.
W 2015 impact factor pisma wynosił 1,2. W 2014 zajęło 62 miejsce w rankingu ISI Journal Citation Reports w dziedzinie biologii morskiej i słodkowodnej oraz 66 w dziedzinie zoologii.